# Нола (ЦАР)
Нола — город в Центральноафриканской Республике. Является административным центром префектуры Санга-Мбаэре. Население — 31 923 чел. (по данным 2021 года).

## География
Город расположен на юго-западе страны, неподалёку от границы с Камеруном и Республикой Конго. Нола находится на северной окраине зоны влажных тропических лесов.

## Население
| Год             | Население (чел.) |
| --------------- | ---------------- |
| 1988 (перепись) | 14 607           |
| 2003 (перепись) | 25 187           |
| 2021 (оценка)   | 31 923           |